# The Cool Sound of Pepper Adams
The Cool Sound of Pepper Adams è un album di Pepper Adams, pubblicato dalla Regent Records nel gennaio del 1958. 
Nel 1984 la Savoy Records ripubblicò l'ellepì con il titolo di Pure Pepper con un brano bonus aggiunto.

## Tracce
Lato A
1. Bloos, Booze, Blues – 10:13 (P. David)
2. Seein' Red – 7:27 (Barry Harris)

Durata totale: 17:40
Lato B
1. Like What Is This? – 7:39 (Bernard McKinney)
2. Skippy – 7:52 (Pepper Adams)

Durata totale: 15:31
LP dal titolo Pure Pepper, pubblicato nel 1984 dalla Savoy Jazz Records (SJL 1142)
Lato A
1. Bloos, Blooze, Blues – 10:12 (P. David)
2. Seein' Red (Alternate) – 7:41 (Barry Harris)

Durata totale: 17:53
Lato B
1. Like...What Is This? – 7:35 (Bernard McKinney)
2. Skippy – 7:47 (Pepper Adams)
3. Seein' Red – 7:22 (Barry Harris)

Durata totale: 22:44

## Musicisti
- Pepper Adams - sassofono baritono
- Bernard McKinney (Kiane Zawadi) - euphonium
- Hank Jones - pianoforte
- George Duvivier - contrabbasso
- Elvin Jones - batteria

Note aggiuntive
- Ozzie Cadena - produttore, supervisore
- Rudy Van Gelder - ingegnere del suono